# 斯鮑特斯普林斯 (北卡羅來納州)
斯鮑特斯普林斯（英語：Spout Springs）是位於美國北卡羅萊納州哈尼特縣的普查規定居民點。

## 人口
根據2020年美國人口普查的數據，斯鮑特斯普林斯的面積為23.46平方千米，當中陸地面積為22.22平方千米，而水域面積為1.24平方千米。當地共有人口11040人，而人口密度為每平方千米470.59人。